# Axel Larsson (författare)
Per Axel Larsson, född 4 oktober 1899 i Barsebäcks församling, Malmöhus län, död 27 september 1954 i Kävlinge församling, Malmöhus län,, var en svensk författare. Han studerade vid Lunds universitet och var yrkesverksam som lärare i Malmö och Luleå. Mot slutet av sitt liv blev han verksam som författare. I hans böcker nämns orten Torskabäck som har stora likheter med hans födelseort Barsebäckshamn. Han lär ha hämtat inspiration till sina personkaraktärer från verkliga personer där. När han beskriver Torskabäcks fideikommiss och dess invånare lär det vara inspirerat av Barsebäcks Gård och ägarfamiljen Hamilton.
Hans berättelser är humoristiska och ofta burleska. Hans berättarstil påminner om Fritiof Nilsson Piraten eller Albert Engström. Berättelserna handlar ofta om fiskarbefolkningen i Torskabäck och de osannolika äventyr de upplever.